# Republika Świętnieńska
Republika Świętnieńska, Wolne Państwo Świętno (niem. Freistaat Schwenten) – proklamowane w styczniu 1919 we wsi Schwenten (obecne Świętno) w pobliżu Wolsztyna państwo, o formalnie i międzynarodowo uznanej niepodległości; państwo to zostało uznane przez Naczelną Radę Ludową w Poznaniu, reprezentującą Polaków w zaborze pruskim oraz Komisję Aliancką. Przetrwało siedem miesięcy (218 dni).

## Geneza
Od 6 stycznia 1919 do 10 sierpnia 1919 Świętno było państwem z około tysiącem mieszkańców. Powstało z inicjatywy miejscowego duchownego ewangelickiego Emila Gustava Hegemanna, który 1 grudnia 1918 zwołał zebranie mieszkańców wsi (ludność tej wsi była w owym czasie mieszana, częściowo polska, w większości niemiecka), które wyłoniło miejscową radę zarządzającą. Docierały tam bowiem odgłosy niepokojów zarówno z odległej Rosji (po rewolucji październikowej 1917), z terenu rdzennych Niemiec (rewolucja listopadowa 1918), jak i z Wielkopolski (które doprowadziły pod koniec grudnia do wybuchu powstania wielkopolskiego). Hegemann chciał zapobiec zarówno wchłonięciu Świętna przez powstającą Polskę, jak i oddania wsi zrewoltowanym grupom robotników i demobilizowanych po właśnie zakończonej I wojnie światowej weteranom wojennym, tworzącym rady robotnicze i żołnierskie; w swoich pamiętnikach napisał: „musieliśmy się pospieszyć z wybraniem rad, bo zbolszewizowane elementy dążyły do przewrotu”. Kiedy na początku stycznia 1919 powstańcy wielkopolscy zajęli okolice Wolsztyna, Hegemann udał się do Głogowa, aby stamtąd otrzymać posiłki wojskowe mogące stawić opór powstańcom. Dowódca twierdzy i garnizonu głogowskiego oświadczył mu jednak: „Nie mam ani jednego żołnierza, ani żadnej władzy. O wszystkim decyduje rada robotnicza i żołnierska”. Skierował Hegemanna do głogowskiej rady miejskiej, ale tam także nie uzyskał on żadnego wsparcia, usłyszał jedynie pouczenie o prawie do samostanowienia i o tym, że – po zakończonej wojnie – mieszkańcy powinni żyć bez nadzoru wojskowych.
W tej sytuacji Hegemann powrócił do Świętna i – posługując się zaczerpniętą retoryką z programu „Czternastu punktów” prezydenta USA Wilsona „o prawie do stanowienia narodów o swoim losie” – doprowadził do proklamowania przez lokalną radę Republiki Świętnieńskiej. Było to prawdopodobnie najmniejsze międzynarodowo uznane państwo świata. Miało swój własny „parlament” i „siły zbrojne” (120 zdolnych do walki ludzi dobrze wyposażonych w broń pozostałą po wojnie światowej); przez 218 dni „niepodległości” Freistaat Schwenten uprawiało ożywiony „handel międzynarodowy” zarówno z Polską, jak z Niemcami, przy czym wizy wjazdowe wydawało miejscowe biuro parafialne. Zniesiono tam obowiązkowe dostawy i inne świadczenia wojenne. Na terenie Republiki funkcjonował dworzec kolejowy; rozpoczęto też wydawanie znaczków pocztowych.
Władze Republiki Świętnieńskiej:
- Prezydent i Minister spraw zagranicznych: pastor Emil Gustav Hegemann[1]
- Minister spraw wewnętrznych: sołtys Heinrich Drescher[1]
- Minister wojny: leśniczy Karl Teske[1]

## Kres
Formalnie Republika pozostawała państwem neutralnym, choć przeważały w niej wpływy sąsiada z zachodu. Zarówno Niemcy, jak i Polacy zainteresowani byli inkorporacją jej w swoje granice, w tym działający w pobliskim rejonie dowódca wielkopolskich powstańczych oddziałów obrzańskich, Nawrocki. 10 sierpnia, z obawy przed wkroczeniem do wsi powstańców, miejscowy „parlament” zdecydował o zakończeniu samodzielnego bytu Republiki Świętnieńskiej i włączeniu jej w granice państwa niemieckiego. Natychmiast po tej decyzji Niemcy ustanowili w Świętnie posterunki Grenzschutzu.

## Tereny
Jednostki geograficzne znajdujące się w granicach tzw. republiki:
- miejscowości: Świętno, Krzyż, Rudno (daw. Rudna), Wilcze (daw. Wilcza)[4][5];
- jeziora: Rudno (daw. Orchowe), Wilcze, Wuszno, Świętno[4][5];
- wzniesienia: Góra Kapliczna[4][6].